# Barra Longa
Barra Longa este un oraș în unitatea federativă Minas Gerais (MG), Brazilia.